# Дедовица
Дедовица (в водном реестре ошибочно Ледовица)— река в России, протекает в Кичменгско-Городецком районе Вологодской области. Устье реки находится в 47 км по правому берегу реки Пичуг. Длина реки составляет 11 км.
Исток реки находится на Северных Увалах в 2 км к югу от нежилой деревни Каксур. Исток Дедовицы находится неподалёку от истока реки Юг. Генеральное направление течения — юго-запад. Приток — Чипурная Дедовица (левый). Всё течение проходит по ненаселённому холмистому лесному массиву.

## Данные водного реестра
По данным государственного водного реестра России и геоинформационной системы водохозяйственного районирования территории РФ, подготовленной Федеральным агентством водных ресурсов:
- Бассейновый округ — Двинско-Печорский;
- Речной бассейн — Северная Двина;
- Речной подбассейн — Малая Северная Двина;
- Водохозяйственный участок — Юг;
- Код водного объекта — 03020100212103000010637.